# Bajót
Bajót (hongrois : Bajót [ˈbɒjoːt]) est une localité hongroise située dans le comitat de Komárom-Esztergom.

## Site et localisation

### Topographie et hydrographie
Bajót se situe en Transdanubie centrale, dans la partie nord du massif du Gerecse, à environ 5 kilomètres de la localité la plus proche, Nyergesújfalu.

### Géologie et géomorphologie
Le sommet de l'Öreg-kő et ses abords forment une zone protégée, où nichent notamment le faucon sacre, espèce rare, et le monticole bleu.
Des vestiges préhistoriques attribués à l'homme préhistorique ont été découverts dans la grotte Jankovich. On trouve également dans la région plusieurs autres cavités naturelles, dont le gouffre n° 1 de l'Öreg-kő, la grotte Szalay et la grotte dite « Bajóti Büdös-lyuk ».

## Histoire
Le territoire de Bajót et de ses environs est habité depuis la Préhistoire, comme en témoignent les vestiges archéologiques mis au jour. À la limite de la localité se trouve l'entrée de la grotte Jankovich, creusée dans la paroi orientale de l'imposante falaise de l'Öreg-kő. Des vestiges préhistoriques y ont été découverts, notamment de nombreux objets rares et intéressants attribuables aux cultures solutréenne et magdalénienne, dont des outils en pierre finement taillés ainsi que des instruments en os.
À l'époque romaine, une implantation existait également sur le site, comme l'attestent des objets taillés dans la pierre, des pièces de monnaie, et une stèle ornée d'un bas-relief qui a été intégrée par la suite dans le mur du presbytère.
Des tombes mises au jour indiquent qu'un groupe de Magyars s'est installé dans la région dès l'époque de la conquête du bassin des Carpates.
La première mention écrite du nom de la localité remonte à 1202. Le premier propriétaire connu est Simon de Bajót, un ispán d'origine aragonaise. En 1242, il défendit héroïquement la ville d'Esztergom contre les Tatars avec une poignée d'archers. Selon la Chronique de Simon de Kéza, le nom de la localité serait d'origine espagnole.
Un château se dressait autrefois à Bajót, mais il fut probablement détruit vers 1332 lors de conflits entre les familles propriétaires. Aucun document ultérieur ne mentionne son existence, bien que les vestiges de ses fondations aient longtemps été visibles au sud de l'église.
La localité fut à plusieurs reprises détruite par les troupes ottomanes, mais toujours repeuplée par la suite. En 1706, elle fut ravagée par les Habsbourgeois (labanc) et dut être de nouveau réinstallée.
Au XIXe siècle, la découverte de gisements de charbon dans ses environs entraîna le développement d'une activité minière sur le territoire communal.

## Population

### Minorités culturelles et religieuses
Lors du recensement de 2011, 89,5 % des habitants de Bajót se sont déclarés hongrois, 13,1 % roms et 0,7 % allemands ; 10,4 % n'ont pas souhaité répondre à la question sur l'origine ethnique (les réponses multiples étant autorisées, la somme peut dépasser 100 %).
Du point de vue religieux, 63,4 % des habitants se déclaraient catholiques romains, 2,6 % réformés, 0,6 % luthériens, 0,7 % grecs-catholiques, tandis que 10,5 % se déclaraient sans affiliation religieuse et 19,6 % ne se sont pas prononcés.
En 2022, 87,9 % des habitants se déclaraient hongrois, 7,8 % roms, 0,5 % ukrainiens, 0,5 % allemands, 0,4 % slovaques, 0,2 % roumains, et 0,1 % respectivement polonais, croates, slovènes, ruthènes et bulgares. Par ailleurs, 2,1 % se déclaraient d'une autre nationalité non autochtone et 11,5 % n'ont pas répondu à cette question (là encore, des identités multiples étant possibles, le total peut excéder 100 %).
Concernant les affiliations religieuses, 40,4 % se déclaraient catholiques romains, 2,7 % réformés, 0,6 % luthériens, 0,4 % grecs-catholiques, 0,1 % orthodoxes, 1,6 % affiliés à une autre Église chrétienne et 0,8 % à une autre Église catholique. En revanche, 12,5 % se déclaraient sans religion et 40 % n'ont pas souhaité répondre à cette question.

## Équipements

### Réseaux extra-urbains
Bajót est traversée par la route secondaire 1125, qui se détache vers le sud de la route principale 10 à hauteur de Nyergesújfalu. Elle est également accessible depuis Péliföldszentkereszt en empruntant la route 1124, qui bifurque de la 1119 à Nagysáp, ainsi que depuis Lábatlan, au nord-ouest, par la route 1126.

## Patrimoine local
Dans le hameau de Péliföldszentkereszt, situé sur le territoire de Bajót, se trouvent une église du XIIIe siècle, un calvaire, une maison des Salésiens, une maison de la jeunesse ainsi qu'un foyer pour personnes âgées. Selon la légende, un garçon infirme aurait été guéri en mai 1730 par l'eau de la source miraculeuse de Szentkereszt. Depuis, un pèlerinage marial a lieu chaque année le premier week-end de mai, dans l'église de pèlerinage et sur la colline du calvaire.
Dans les environs se trouvent les vestiges d'une fortification de terre connue sous le nom de château de Berény, dont l'origine reste inconnue.

## Personnalités liées à la localité
Ernő Kóthay, né à Bajót le 18 novembre 1926 et mort à Tata le 26 mai 1982, est un peintre hongrois. Son œuvre, influencée par les courants modernistes du XXe siècle, se caractérise par une grande sensibilité coloriste et un attachement aux paysages et aux scènes du quotidien. Il est considéré comme l'un des artistes marquants de la scène picturale régionale de son époque.
István Muzslay, né à Bajót le 9 janvier 1923 et décédé à Louvain le 14 mai 2007, est un prêtre jésuite et universitaire d'origine hongroise. Connu en Belgique sous le nom d'István Muselay, il a enseigné l'économie appliquée à l'université catholique de Louvain et dirigé le Collegium Hungaricum. Membre de l'Académie pontificale des sciences sociales, il a contribué au dialogue entre sciences économiques et doctrine sociale de l'Église.